# Nông nô

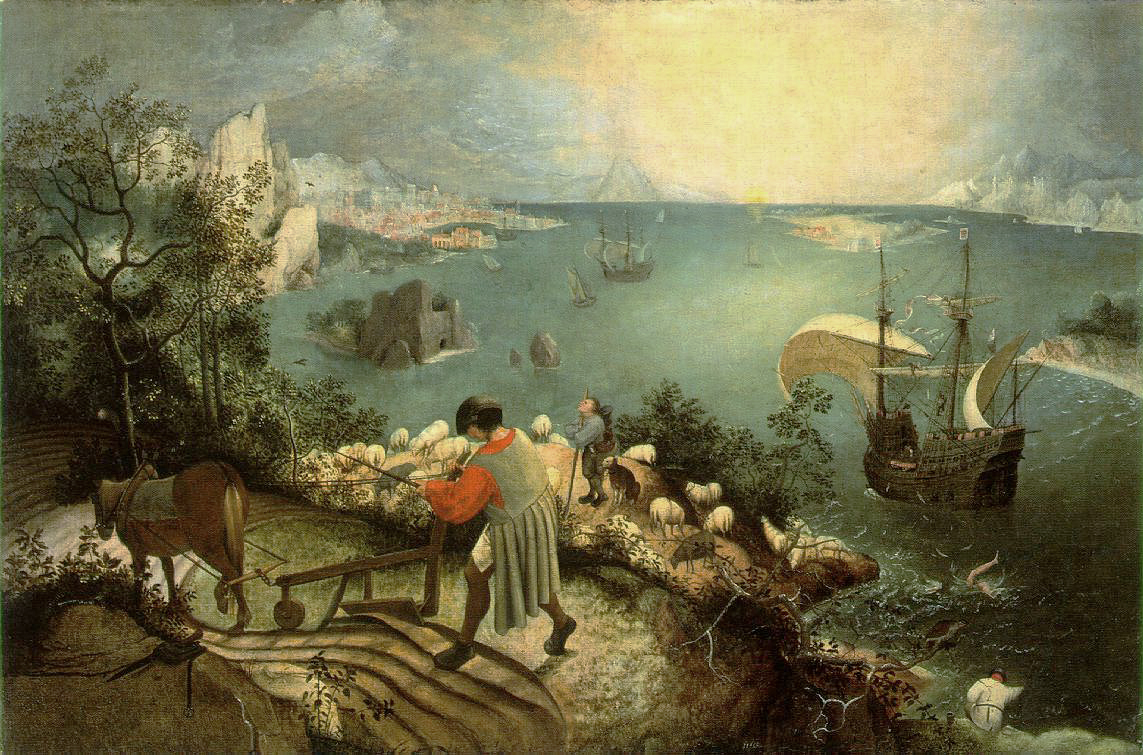
Nông nô đang cày cấy

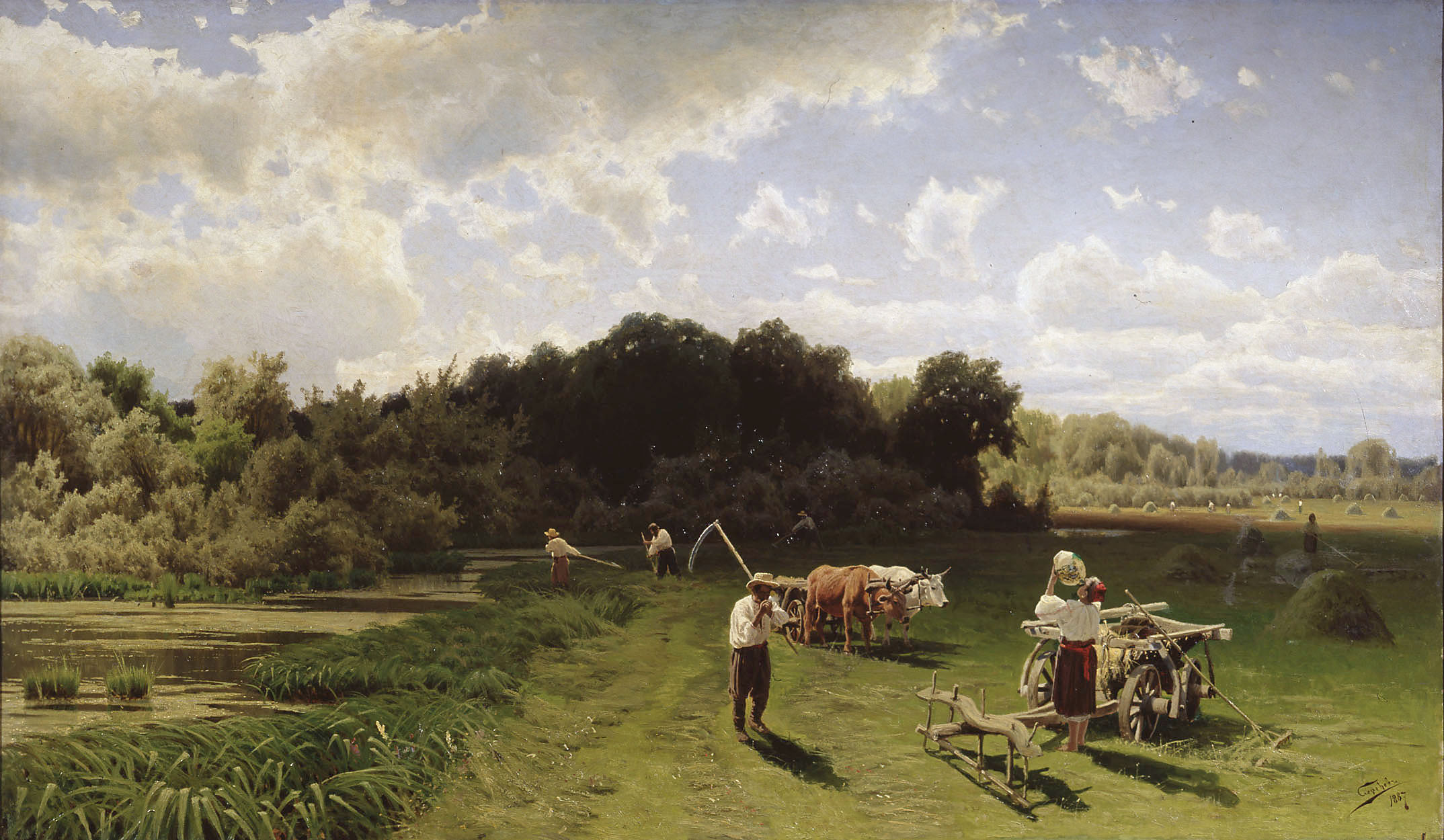
Những người nông nô

Nông nô là tình trạng của những người nông dân hay tá điền dưới chế độ phong kiến mà địa vị của họ phụ thuộc vào người chủ đất và thân phận giống như một người nô lệ ở các nông trang hay nông trại thời kỳ đó. Ngoài ra, những nông dân tự do sau khi bị mất ruộng đất, phải lĩnh canh ruộng đất để cày cấy cũng sẽ trở thành nông nô. Nói một cách khác, nông nô là một nô lệ làm việc trong lĩnh vực nông nghiệp, nông nô xuất hiện ở châu Âu thời kỳ Trung Cổ và kéo dài đến giữa thế kỷ XIX (điển hình là nước Nga). Chế độ nông nô bao gồm việc cưỡng bức lao động của nông nô bị ràng buộc về thân thể trên những mảnh đất thuộc sở hữu của một lãnh chúa. Những người nông nô tham gia không chỉ làm việc trong các lĩnh vực nông nghiệp mà còn là thuộc về chủ sở hữu của các hầm, mỏ, rừng và công trình giao thông.
Có thể nói, nông nô là người bị áp bức bóc lột nhất trong chế độ phong kiến, họ hoàn toàn bị phụ thuộc vào ruộng đất của phong kiến, địa chủ, bị phong kiến, địa chủ chiếm đoạt sản vật, ngoài ra còn phải làm nhiều công việc tạp dịch phục vụ phong kiến, địa chủ. Nông nô tuy không phải là tài sản của phong kiến địa chủ, nhưng khi phong kiến, địa chủ bán ruộng đất thì bị bán theo, sản vật do nông nô làm ra bị phong kiến địa chủ chiếm hữu.